# 外弁
外弁（げべん）とは、即位式や朝賀・節会・射礼などの朝廷における重要行事の際に、会場が大極殿であれば会昌門、内裏であれば承明門の門外にあって、門の外側における諸事に対する責任者である公卿のこと。

## 概要
内部の責任者である内弁は一上である公卿が務めることとされていたため、外弁は序列2位以下の公卿が務めることとなる。また、内弁とは違い複数名が任ぜられ、そのうちの一番地位が高い上卿を「外弁上（卿）」と称した。儀式当日は外弁は門外にあって儀式が行われる大内裏のうち、主会場である大極殿や内裏の外側の区域における諸事の指揮を執るのが通例であるが、宣命使などの任務を果たすために必要に応じて門内に立ち入って行事に参加する場合もあった。